# Барон Ґвідір
Барон Ґвідір з Ґвідира в графстві Карнарвон  — спадковий британський дворянський титул у перстві Сполученого Королівства.
Титул був створений 16 червня 1796 року для політика сера Пітера Баррелла, 2-го баронета. 6 квітня 1787 року він уже успадкував титул баронета Вест-Грінстед-Парку в графстві Сассекс від свого бездітного двоюрідного дядька сера Мерріка Баррелла, 1-го баронета (1699–1787), який він отримав 5 липня 1766 Баронет Великої Британії, з особливим успадкуванням на користь батька Пітера Пітера Баррелла (1724–1775).
Його син, 2-й барон, 29 грудня 1828 року успадкував від своєї матері Прісцилли Берті, 21-ї баронеси Віллоубі де Ересбі (1761–1828) її дворянський титул 22-го барона Віллоубі, який було створено в Перстві Англії 26 липня, 1313 де Ересбі. Коли його син, 23-й барон Віллоубі де Ересбі та 3-й барон Гвідір, помер бездітним 26 серпня 1870 року, баронство Віллоубі де Ересбі в Абейансі перейшло між його сестрами, тоді як баронство Гвідір, яке успадковувалося лише по чоловічій лінії, і титул баронета, своєму двоюрідному брату Пітеру Барреллу як 4-му барону Гвідиру. Після смерті його єдиного сина, 5-го барона Ґвідира, 13 лютого 1915 року, який пережив двох своїх синів, термін дії обох титулів закінчився.

## Інтернет-ресурси
- Peerage: GWYDYR bei Leigh Rayment’s Peerage
- Gwydyr, Baron (GB, 1796–1915) bei Cracroft’s Peerage